# Швабовце
Швабовце (слч. Švábovce) насељено је мјесто са административним статусом сеоске општине (слч. obec) у округу Попрад, у Прешовском крају, Словачка Република.

## Становништво
| Година:    | 1994. | 2004.    | 2014.    | 2024.    |
| ---------- | ----- | -------- | -------- | -------- |
| Број људи: | 929   | 1081     | 1431     | 1670     |
| Разлика:   |       | +16,36 % | +32,37 % | +16,70 % |

| Година:    | 2023. | 2024.   |
| ---------- | ----- | ------- |
| Број људи: | 1643  | 1670    |
| Разлика:   |       | +1,64 % |

Према подацима о броју становника из 2011. године насеље је имало 1.312 становника.